# Projektive Gerade
In der Mathematik, insbesondere der projektiven Geometrie, ist die projektive Gerade ein eindimensionaler projektiver Raum.

## Definition
Es sei {\displaystyle K} ein Körper, zum Beispiel der Körper der reellen oder komplexen Zahlen oder ein endlicher Körper. Es sei {\displaystyle V=K^{2}} der (bis auf Isomorphie eindeutige) zweidimensionale {\displaystyle K}-Vektorraum. Die projektive Gerade {\displaystyle P^{1}K} ist die Menge der eindimensionalen Untervektorräume von {\displaystyle V}.
Mit anderen Worten: die projektive Gerade ist der Quotientenraum
{\displaystyle P^{1}K=(K^{2}\setminus \left\{0\right\})/\sim }
bezüglich der Äquivalenzrelation
{\displaystyle (x_{1},y_{1})\sim (x_{2},y_{2})\Longleftrightarrow \exists \lambda \in K\setminus \{0\}:x_{1}=\lambda x_{2},y_{1}=\lambda y_{2}}.
Diese Äquivalenzrelation identifiziert zwei Punkte genau dann, wenn sie im selben eindimensionalen Untervektorraum, also auf derselben Gerade durch den Nullpunkt liegen.

## Homogene Koordinaten
Jeder Punkt der projektiven Gerade kann in homogenen Koordinaten als
{\displaystyle \left[x:y\right]}
mit {\displaystyle x,y\in K,(x,y)\not =(0,0)} dargestellt werden, wobei {\displaystyle \left[x:y\right]=\left[\lambda x:\lambda y\right]} für alle {\displaystyle \lambda \in K\setminus \{0\}} gilt.

## Zahlengerade erweitert um den Punkt im Unendlichen

Auf der riemannschen Zahlenkugel sind die komplexen Zahlen einschließlich ∞ darstellbar.

Die projektive Gerade {\displaystyle P^{1}K} kann mit {\displaystyle K\cup \left\{\infty \right\}}, der um einen "Punkt im Unendlichen" erweiterten Gerade {\displaystyle K^{1}} identifiziert werden.
Man kann nämlich die Gerade {\displaystyle K=K^{1}} mit der in homogenen Koordinaten durch
{\displaystyle \left\{[x:1]\in \mathbf {P} ^{1}(K)\mid x\in K\right\}}
gegebenen Teilmenge der {\displaystyle P^{1}K} identifizieren. Diese Teilmenge enthält dann alle Punkte der {\displaystyle P^{1}K} bis auf einen, den sogenannten "Punkt im Unendlichen":
{\displaystyle \infty =[1:0].}

## Beispiele
- Die reelle projektive Gerade {\displaystyle P^{1}\mathbb {R} } ist homöomorph zum Kreis {\displaystyle S^{1}}.
- Die komplexe projektive Gerade {\displaystyle P^{1}\mathbb {C} } wird als Riemannsche Zahlenkugel bezeichnet, sie ist homöomorph zur 2-Sphäre {\displaystyle S^{2}}.
- Die projektive Gerade {\displaystyle P^{1}F_{q}} über dem endlichen Körper {\displaystyle F_{q}} hat {\displaystyle q+1} Elemente.

## Automorphismen

Möbiustransformation auf

Die allgemeine lineare Gruppe {\displaystyle \operatorname {GL} (2,K)} wirkt auf {\displaystyle K^{2}} durch lineare Abbildungen.
Die projektive lineare Gruppe {\displaystyle \operatorname {PGL} (2,K)} ist die Faktorgruppe {\displaystyle \operatorname {GL} (2,K)/K^{\times }}, wobei {\displaystyle K^{\times }} die normale (sogar zentrale) Untergruppe der skalaren Vielfachen {\displaystyle k\cdot \mathrm {id} _{K^{2}}} der Identität {\displaystyle \mathrm {id} :K^{2}\rightarrow K^{2}} ist mit {\displaystyle k} aus {\displaystyle K\setminus \{0\}}. Die Wirkung von {\displaystyle \operatorname {GL} (2,K)} auf {\displaystyle K^{2}} induziert eine wohldefinierte Wirkung von {\displaystyle \operatorname {PGL} (2,K)} auf {\displaystyle P^{1}K}. Die Automorphismen von {\displaystyle P^{1}K} sind per Definition die durch Elemente von {\displaystyle \operatorname {PGL} (2,K)} beschriebenen Abbildungen {\displaystyle P^{1}K\to P^{1}K}.
In homogenen Koordinaten wirken die Matrizen als gebrochen-lineare Transformationen:
{\displaystyle \left({\begin{matrix}a&b\\c&d\end{matrix}}\right)z={\frac {az+b}{cz+d}}}
nach der Identifizierung {\displaystyle \left[x_{0}:x_{1}\right]\simeq z:={\frac {x_{0}}{x_{1}}}\in K\cup \left\{\infty \right\}}.
Die Automorphismengruppe wirkt transitiv auf Tripeln paarweise unterschiedlicher Punkte.
Eine fundamentale Invariante der projektiven Geometrie ist das Doppelverhältnis von 4-Tupeln paarweise unterschiedlicher Punkte. Falls K algebraisch abgeschlossen ist, lassen sich zwei solche 4-Tupel genau dann durch einen Automorphismus ineinander überführen, wenn ihr Doppelverhältnis übereinstimmt.
Im Fall {\displaystyle K=\mathbb {C} } bezeichnet man die Automorphismen von {\displaystyle P^{1}\mathbb {C} } als Möbiustransformationen.

## Projektive Geraden in der projektiven Ebene
Die projektive Gerade durch zwei gegebene Punkte {\displaystyle \left[x_{1}:y_{1}:z_{1}\right]} und {\displaystyle \left[x_{2}:y_{2}:z_{2}\right]} der projektiven Ebene bestimmt man, indem man die beiden Punkte als Geraden im {\displaystyle K^{3}} auffasst (und durch ihre Geradengleichung beschreibt), die sie enthaltende Ebene im {\displaystyle K^{3}} berechnet (siehe Ebenengleichung) und diese Ebene dann auf eine projektive Gerade in {\displaystyle P^{2}K} projiziert.
Analog bestimmt man projektive Geraden durch zwei gegebene Punkte in einem höherdimensionalen projektiven Raum.